# Journée Terry Fox

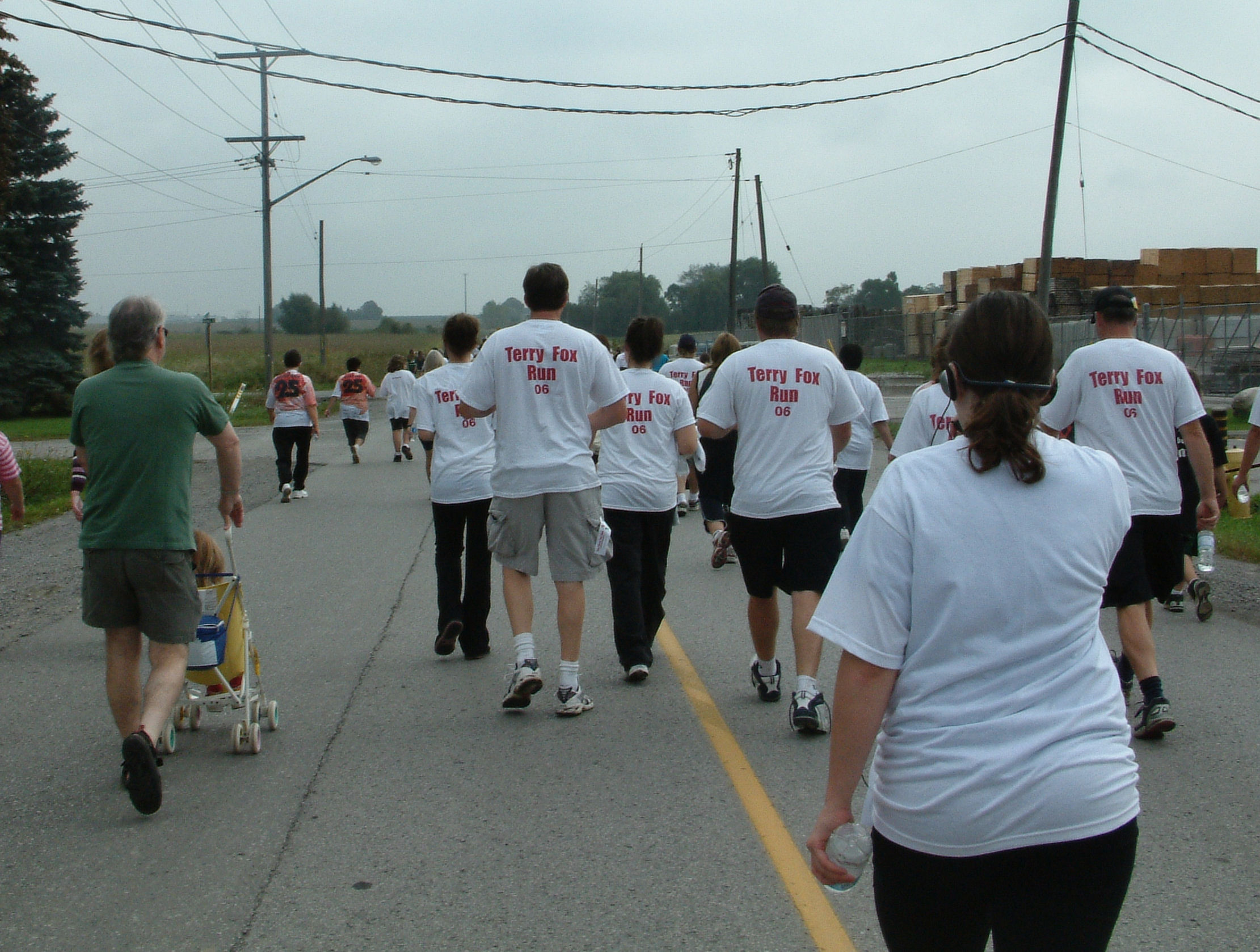
Coureurs lors de la journée Terry Fox de 2006 à Bowmanville en Ontario au Canada.

La journée Terry Fox (en anglais Terry Fox Run) est une journée célébrée afin de rappeler le Marathon de l'espoir entrepris par Terry Fox. Au cours de cette journée, des fonds sont amassés afin de financer des recherches pour le cancer.

## Historique
L'événement a été fondé en 1981 par Isadore Sharp (en) qui a contacté Terry Fox à l'hôpital afin de lui exprimer son souhait de tenir une course annuelle en son nom pour ramasser des fonds pour la recherche pour le cancer.
La première journée Terry Fox a eu lieu le 13 septembre 1981. Près de 300 000 personnes y ont pris part et ont amassé 3,5 M$. À partir de l'année suivante, on invite 130 000 écoles primaires et secondaires du Canada à participer à l'évènement. Les écoles continuant année après année à participer, on crée un événement spécial dès 2005, soit la Journée Terry Fox des écoles.
La journée est aujourd'hui célébrée dans plusieurs dizaines de pays.